# Montagut de Borjac
Montagut de Borjac (francès Montégut-Bourjac) és un municipi del departament francès de l'Alta Garona, a la regió d'Occitània.